# Sariele
Nella tradizione giudaico-cristiana ed esoterica, Sariele (in ebraico Sariel, «il comando di Dio», altrimenti nominato come Seriel, o come Sarakiel, Saraqael, Saraqel, Suruquel, Suriel  o Zerachiel, a volte identificato con Uriel) è un'entità facente parte del novero degli originali sette Arcangeli secondo il Libro di Enoch. Fa parte altresì degli Angeli della Presenza e dei Sarim.
È considerato uno dei due angeli che trasportarono Enoch in paradiso. Assisterebbe Raffaele nelle guarigioni. Secondo la tradizione ebraica, motivò Mosè allo studio. Nella letteratura qumranica, è citato come uno dei quattro capi delle forze del bene nella Guerra dei figli della luce contro i figli delle tenebre. È l'angelo incaricato dei sogni e della loro interpretazione secondo l'apocrifo apocalittico Scala di Giacobbe, i frammenti qumranici del Libro di Enoch e il Targum Neofiti.
Nell'iconografia è insolitamente rappresentato come un bue.
In astrologia, è l'angelo che veglia sui nati sotto il segno dell'Ariete e uno dei nove che presiedono il solstizio d'estate. Nell'esoterismo è invocato nella magia cerimoniale e contro il malocchio.
In alcune fonti è riportato come l'angelo caduto Seriel che, dopo la caduta, avrebbe insegnato all'umanità le fasi lunari.